# Ип, Брэндон
Брэ́ндон Га́рри Ма́йкл Ип (англ. Brandon Harry Michael Yip, (кит. упр. 叶劲光, пиньинь Yè Jìnguāng); род. 25 апреля 1985, Мэпл-Ридж, Британская Колумбия) — канадский и китайский хоккеист, нападающий. В настоящее является игроком китайского клуба «Куньлунь Ред Стар», выступающего в КХЛ.

## Карьера
Брэндон Ип родился в Канаде, в китайско-ирландской семье. В юношеском возрасте начал заниматься хоккеем в родном городе Мэпл-Ридж, в составе команды «Ридж Медоуз Флеймс». В 2004 году, выступая в составе команды «Кокуитлам Экспресс» на уровне юниорской лиги Британской Колумбии, попал на драфт НХЛ, где был выбран в 8-м раунде под общим 239-м номером клубом «Колорадо Эвеланш». С 2005 по 2009 года учился в бостонском университете, параллельно выступая за команду своего образовательного учреждения в университетской лиге Америки — NCAA. По выпуску подписал свой первый профессиональный контракт с выбравшим его на драфте клубом и в декабре 2009 года дебютировал в НХЛ за «Эвеланш». В своей третьей игре против «Анахайм Дакс» забросил свою первую шайбу в лиге. Всего, в свой дебютный сезон на уровне НХЛ, Брэндон Ип принял участие в 32 матчах регулярного чемпионата, а также провёл 6 матчей в плей-офф, заработав, в общей сложности, 23 результативных балла по системе гол+пас (13+10). Также, за вышеуказанный период, хоккеист имел выступления за аффилированный клуб из АХЛ — «Лейк Эри Монстерз». В Июле 2010 года с Ипом был продлён контракт на два ближайших сезона.
Впоследствии Брэндон Ип выступал за такие клубы НХЛ как «Нэшвилл Предаторз» и «Финикс Койотис», причём в составе последних отыграл всего два матча и в феврале 2015 года хоккеист принял решение покинуть НХЛ, чтобы попробовать свои силы в Европе. Всего, на уровне Национальной хоккейной лиги, Брэндон Ип провёл 190 матчей (включая игры плей-офф), в которых забросил 32 шайбы и отдал 30 результативных передач.
Первым европейским клубом Ипа стал немецкий «Адлер Мангейм», который набрал хороший ход во внутреннем первенстве и которому необходимо было усиление на остаток сезона 2014/2015. Брэндом Ип прекрасно вписался в состав и вместе с командой стал Чемпионом Германии. Сезон 2015/2016 хоккеист также провёл в Мангейме, а перед началом сезона 2016/2017 перебрался в другой немецкий клуб «Дюссельдорф ЕГ», в котором отработал один сезон.
Перед началом сезона 2017/2018 Брэндон Ип перебрался в китайский хоккейный клуб «Куньлунь Ред Стар», выступающий в КХЛ. В своей первой же игре за новую команду вышел с нашивкой ассистента капитана и забросил шайбу в ворота хоккейного клуба «Сочи». Впоследствии Брэндон Ип стал капитаном команды. в 2020 году принял участие в матче звёзд КХЛ, в составе команды дивизиона Чернышёва, став первым китайским хоккеистом участвующим в Матче Звёзд.

## Достижения
- Чемпион Германии в сезоне 2014/2015 в составе «Адлер Мангейм»